# غونتر باولي
غونتر باولي هو اقتصادي وكاتب للأطفال بلجيكي، ولد في 3 مارس 1956 في أنتويرب في بلجيكا.